# Bořetín (Vysočina)
Bořetín é uma comuna checa localizada na região de Vysočina, distrito de Pelhřimov.